# 김종찬 (야구 선수)
김종찬(金鍾贊, 1987년 7월 22일 ~ )은 前 연천 미라클의 외야수이다.

## 아마추어 시절
경찰청 야구단에 복무 하였으며 우투우타형 외야수로, NC 다이노스 군 복무 선수 우상 협상에서 지명을 받아 제대 후 2012년부터 팀에 합류하였다.

## NC 다이노스 시절
주로 C팀에서 시즌을 보내다가 결국 2014년 시즌 후 방출되었다.

## 연봉
| 연도   | 연봉       | 인상율(%) | 비고 |
| ------ | ---------- | --------- | ---- |
| 2012년 | 2,400만 원 | 0         |      |
| 2013년 | 2,400만 원 | 0         |      |
| 2014년 | 2,400만 원 | 0         |      |

## 출신 학교
- 구리초등학교
- 인창중학교
- 인창고등학교
- 연세대학교